# Calyptothecium wightii
Calyptothecium wightii är en bladmossart som beskrevs av Fleischer 1905. Calyptothecium wightii ingår i släktet Calyptothecium och familjen Pterobryaceae. Inga underarter finns listade i Catalogue of Life.